# Sotto il cielo di Roma (DVD)
Sotto il cielo di Roma  - Note dal tetto - Live concert è un DVD del pianista jazz Danilo Rea, del contrabbassista e violoncellista Paolo Damiani e del percussionista indiano Rashmi V. Bhatt, il DVD è stato pubblicato il 16 dicembre 2011 insieme a La Repubblica e a l'Espresso, e organizzato con la collaborazione di Emergency.

## Location
Il concerto è stato organizzato da Mimmo Viola, Claudia Mazza e Giulia Spagnoletti Zeuli e registrato il 15 giugno 2011 a Roma sul tetto di una casa in via Panisperna nel Rione Monti.

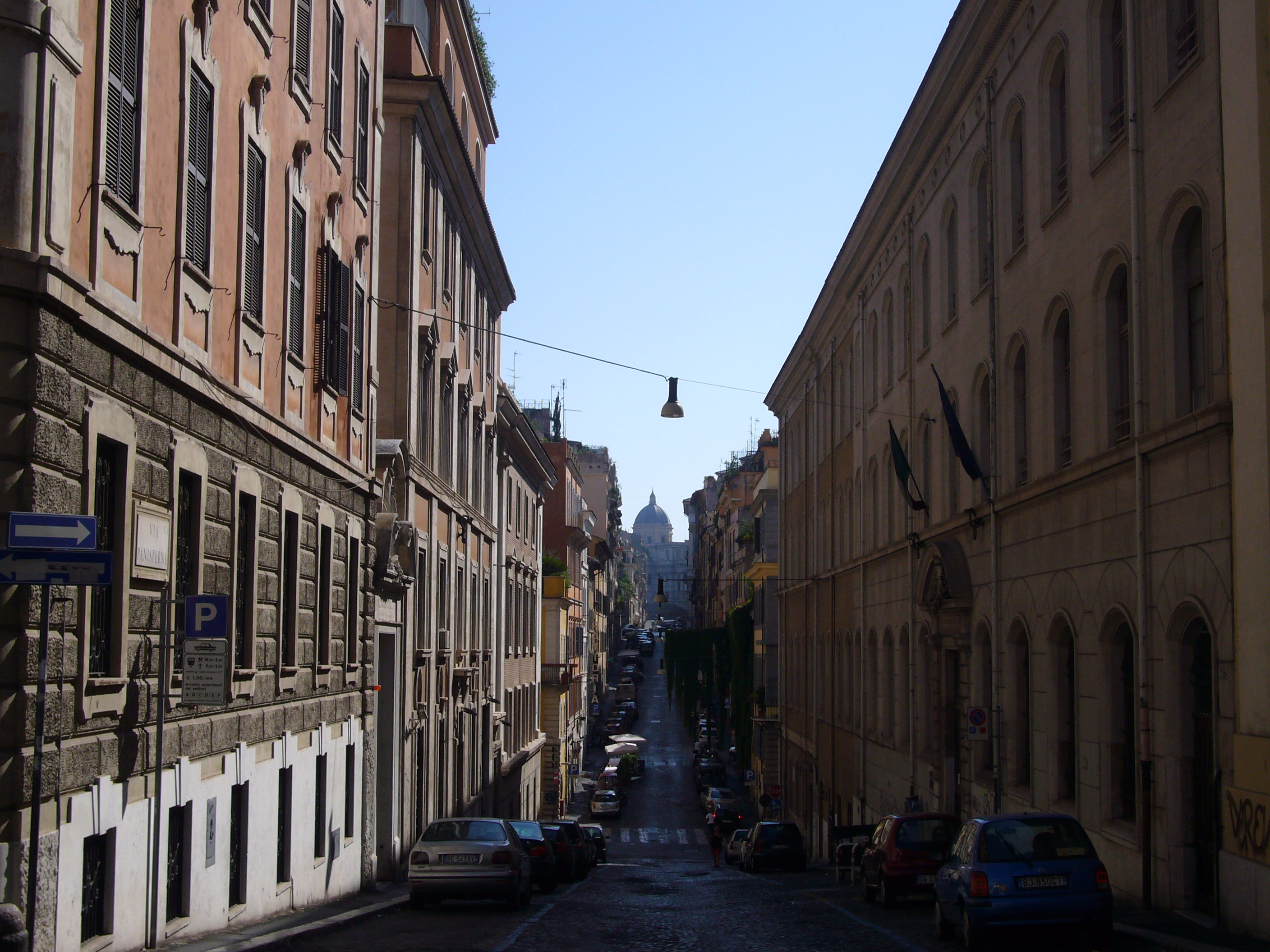
Via Panisperna a Roma.

## Tracce
1. Invocation (Sanskrito) – 2:18 (Rashmi V. Bhatt)
2. Estate a Montepulciano – 8:20 (Danilo Rea, Paolo Damiani)
3. Se io fossi un altro – 1:40 (Danilo Rea, Paolo Damiani)
4. O que será – 1:02 (Chico Buarque)
5. La canzone di Marinella – 4:30 (Fabrizio De André)
6. La terra che non cambia – 4:50 (Danilo Rea, Paolo Damiani)
7. Hallelujah – 4:50 (Leonard Cohen)
8. Vocal Rhythms – 2:10 (Rashmi V. Bhatt)
9. Il pescatore – 10:00 (Fabrizio De André)
10. Blackbird – 7:30 (John Lennon, Paul McCartney)
11. Schindler's List – 4:00 (John Williams)
12. Blowin' in the Wind – 3:50 (Bob Dylan)
13. Cos’è che ti porta così lontano – 4:10 (Danilo Rea, Paolo Damiani)

## Contenuti speciali
1. Backstage
2. Intervista a Cecilia Strada (Emergency)
3. Interviste ai musicisti

## Formazione
- Danilo Rea - pianoforte
- Paolo Damiani - violoncello a 5 corde
- Rashmi V. Bhatt - tabla, percussioni indiane